# أغوستين غارسيا كالديرون
أغوستين غارسيا كالديرون (بالإسبانية: Agustín García Calderón)‏ هو قاضي ومحامي سلفادوري، ولد في 14 أغسطس 1948.